# Вълкан Шопов
Вълкан Ангелов Шопов е български политик от Българската комунистическа партия.

## Биография
Роден е на 14 януари 1924 г. в село Саръ гьол, Варненско. През 1941 г. става член на РМС, а от 1949 и на БКП. Работи като сервитьор, леяр в кооперация „Черно море“ и общ работник на варненското пристанище. След това се учи за шивач. През 40-те години е куриер на РК на РМС във Варна. Арестуван неколкократно за комунистическа дейност, но пускан поради липса на доказателства. На 8 септември 1944 г. участва в щурма на Варненския затвор. Отбива военната си служба в първи гвардейски артилерийски полк в София.
След 9 септември 1944 г. участва в създаването на органите на народната милиция във Варна. От 1946 г. работи в градския комитет на РМС, а от 1951 г. е член на ГК на БКП във Варна. От 1950 г. е първи секретар на ГК на ДСНМ-Варна. От 1951 до 1952 г. учи в Централната комсомолска школа при ВЛКМС в Москва. Завършва Висшата партийна школа в София. От септември 1952 г. е първи секретар на ОК на ДКМС-Варна, а от 1953 г. е член на ОК на БКП във Варна. През 1956 е избран за секретар на ЦК на ДКМС. През 1959 г. е избран за заместник-първи секретар на ОК на БКП в Добри. В периода 1963 – 1968 г. е първи секретар на ОК на БКП в Добрич. От 1962 до 1966 е член на Централната контролно-ревизионна комисия на БКП. От 1966 до 1981 г. е член на ЦК на БКП. Между 1973 и 1978 г. завежда отдел „Селскостопански“ при ЦК на БКП. В периода 1979 – 1983 г. е посланик на България в Люксембург. Вълкан Шопов е министър на земеделието и хранителната промишленост в периода 1968 – 1973 г. От 1983 е пенсионер.
Народен представител в 3, 4, 5, 6 и 7 НС. През 1967 е удостоен със званието „Герой на социалистическия труд“ (указ № 845 от 4 ноември 1967). Носител е още на два ордена „Георги Димитров“, орден „9 септември 1944. г.“ – I ст.